# Теорема Адамара о вложении
Теорема Адамара о вложении — одно из классических утверждений дифференциальной геометрии поверхностей.

## История
Теорема приписывается Жаку Адамару; хотя в его статье 
теорема не сформулирована, её можно получить несложным дополнительным рассуждением.
Точная формулировка и обобщения были даны
Джеймсом Стокером, он же приписывает этот результат Адамару. 
Дальнейшие обобщения были даны
Стефани Александер,
Михаилом Леонидовичем Громовым и другими.

## Формулировка
Если погруженная поверхность в евклидовом пространстве является замкнутой, гладкой, регулярной и имеет положительную гауссову кривизну,
то она является вложенной сферой и ограничивает выпуклое тело.

## Вариации и обобщения
- Открытые поверхности также вложены и ограничивают выпуклое множество.[2]

- Результат верен для локально выпуклых гиперповерхностей в n-мерном евклидовом простратстве, а также в пространствах Адамара. Последнее было доказано Стефани Александер.[3]

- Локально выпуклая гиперповерхность, погруженная в полное многообразие с положительной секционной кривизной, является границей погруженного шара.[4]